# 소쿠타이

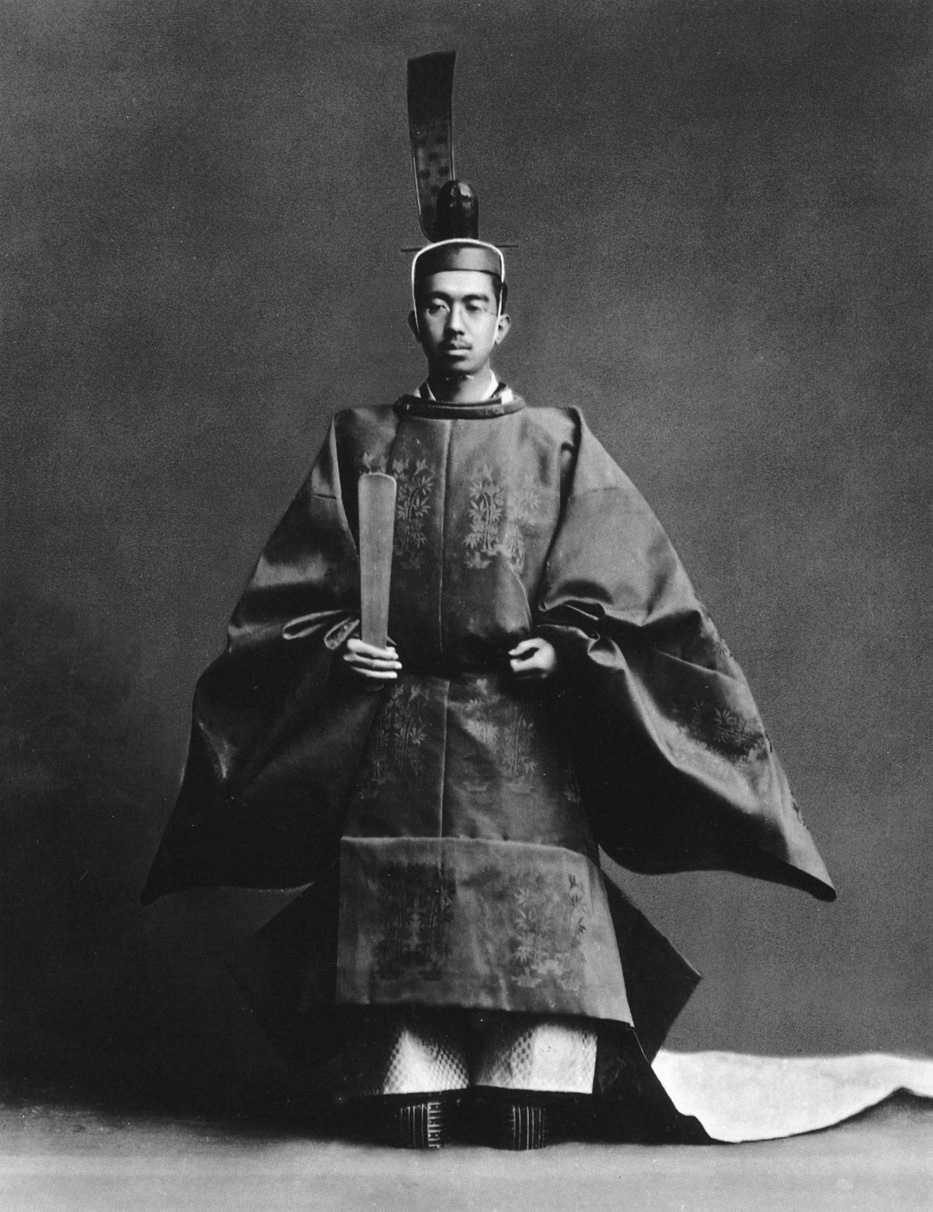
샤쿠를 잡고 소쿠타이를 입은 쇼와 천황

소쿠타이(일본어: 束帯)는 일본의 황실이나 귀족이 입는 전통 의상이다. 대부분 샤쿠를 잡고 칸무리를 쓴다. 현재 일본 황실 등에서는 거의 입지 않지만 천황의 즉위식 등에서는 입으며, 일반에서도 결혼식과 같은 행사에 입고 오는 사람도 있다.